# Heimler Jenő
Heimler Jenő (Eugene Heimler) (Szombathely, 1922. március 27. – 1990. december 4.) magyar pszichológus, szociológus, író, egyetemi tanár. Heimler Ernő (1879–1944) ügyvéd, szociáldemokrata politikus fia volt.

## Életpályája
Iskoláit szülővárosában és a fővárosban végezte el; a Zsidó Gimnáziumban érettségizett. 1944-ben családjával Auschwitzba, majd Buchenwaldba deportálták. 1947-ben elhagyta az országot, Angliába emigrált. A második világháború után Budapesten elkezdett egyetemi tanulmányait 1950-ben a londoni Gazdasági Főiskola hallgatójaként fejezte be. 1960-tól társadalmi kapcsolati kurzusokat vezetett a Londoni Egyetemen, a brit Munkaügyi Minisztérium fórumain, vendégelőadóként az USA-ban, a Washington és Seattle Universityn. 1964-ben Genfben, majd az USA-ban WHO tanácsadóként dolgozott. 1965–1970 között a londoni Borough of Hunslow-ban a szociális leépülés elsődleges megelőzésének kutatására alakult ún. Hunslow-projektben dolgozott. 1970-ben a Calgary Egyetem társadalmi hatások professzorává nevezték ki. 1984-ig Kanadán kívül Európában – holland, belga és német egyetemeken – is tartott szemináriumokat. 1985-től londoni otthonában a mentális képességek megőrzése témakörben vezetett kurzusokat.

### Munkássága
A Middlesex Megyei Tanács alkalmazottjaként kutatásokat vezetett a hosszú távú munkanélküliség témakörében (Hendon-kísérlet). Nevéhez fűződik a Heimler-skála néven ismertté vált, társadalmi hatások mérésére szolgáló skála kifejlesztése és alkalmazása.

## Művei

### Verseskötetek
- Örök hajnal (1939)
- Vallomás a szóhoz (1943)
- Napfogyatkozás (1946)

### További művei
- „Night of the mist” (A köd éjszakája; 1959)

## Emlékezete
2011-ben emléktáblát avattak tiszteletére Szombathelyen, a Király utca 11. szám alatt, egykori szülőházán.